# إيرا دوبي
إيرا دوبي هي ممثلة هندية، ولدت في 1 أغسطس 1984 بمومباي في الهند.

## وصلات خارجية
- إيرا دوبي على موقع IMDb (الإنجليزية)
- إيرا دوبي على موقع قاعدة بيانات الفيلم (الإنجليزية)